# 行程控制表
行程控制段（英語：Process Control Block）是作業系統核心中一種資料結構，主要表示行程狀態。
雖各實際情況不盡相同，通常記載行程之相關資訊，包括：
- 行程狀態：可以是、或等。
- 程式計數器：接著要執行的指令位址。
- CPU暫存器：如累加器、索引暫存器（英语：Index register）、堆疊指標以及一般用途暫存器、狀況代碼等，主要用途在於中斷時暫時儲存資料，以便稍後繼續利用；其數量及類別因電腦架構有所差異。
- CPU排班法：優先順序、排班佇列等指標以及其他參數。
- 記憶體管理：如分頁表等。
- 會計資訊：如與實際時間之使用數量、時限、帳號、工作或行程號碼。
- 輸入輸出狀態：配置行程使用I/O裝置，如磁帶機。

總言之，如其名，內容不脫離各行程相關資訊。